# Svenstorps socken
Svenstorps socken i Skåne ingick i Vemmenhögs härad, ingår sedan 1971 i Skurups kommun och motsvarar från 2016 Svenstorps distrikt.
Socknens areal är 8,40 kvadratkilometer varav 8,31 land. År 2000 fanns här 219 invånare. Orten Lindby samt kyrkbyn Svenstorp med sockenkyrkan Svenstorps kyrka ligger i socknen. 

## Administrativ historik
Socknen bildades 1542 genom utbrytning ur Saritslövs socken.
Vid kommunreformen 1862 övergick socknens ansvar för de kyrkliga frågorna till Svenstorps församling och för de borgerliga frågorna bildades Svenstorps landskommun. Landskommunen uppgick 1952 i Vemmenhögs landskommun som uppgick 1971 i Skurups kommun. Församlingen uppgick 2002 i Skivarps församling.
1 januari 2016 inrättades distriktet Svenstorp, med samma omfattning som församlingen hade 1999/2000. 
Socknen har tillhört län, fögderier, tingslag och domsagor enligt vad som beskrivs i artikeln Vemmenhögs härad. De indelta soldaterna tillhörde Södra skånska infanteriregementet, Vemmenhögs kompani och Skånska dragonregementet, Vemmenhögs skvadron, Borreby kompani.

## Geografi
Svenstorps socken ligger väster om Ystad kring Dybäcksån med Näsbyholmssjön i nordväst. Socknen är en odlad småkuperad slättbygd på Söderslätt.

## Fornlämningar
Från stenåldern är boplatser funna. Från bronsåldern finns tre gravhögar. 

## Namnet
Namnet skrevs 1364 Swenstorp och kommer från kyrkbyn. Efterleden är torp, 'nybygge'. Förleden innehåller mansnamnet Sven.